# القعقاع بن معبد التميمي
القعقاع بن معبد بن زرارة الدّارمي التميمي (54 ق هـ - نحو 45 هـ / 569 - 665م): صحابي، كان شريفا في الجاهلية والإسلام، مقدما في قبيلته بني تميم. وكان يقال للقعقاع تيار الفرات من سخائه.
كان ينزل أرض بني تميم ببادية البصرة، ولما ظهر الإسلام وفد على النبي صلى الله عليه وسلم سنة 8 هـ وكان أحد المنادين من وراء الحجرات، وهو ابن عم عطارد بن حاجب خطيب تميم عند النبي وعامله على بني دارم. ثبت القعقاع في الردة وكان من الناصحين لمالك بن نويرة، فلم يطعه مالكا وهجاه بأمه.
ليس للقعقاع ذكر في الفتوح العربية الإسلامية، وقد شهد ابنه الحصين بن القعقاع تحرير العراق وقتل في معركة القادسية في رواية ابن الكلبي، وفي مزاعم المدائني عن أبو مخنف أنه قتل في معركة البويب، أما سيف بن عمر فأورد له أخبار بعد فتح المدائن وأنه ممن أمده عمر بن الخطاب في تمصير البصرة، ورواية سيف حجة حيث ثبت أن الحصين عاش بعد القادسية.
بقى القعقاع بعيداً عن صراعات قريش على الخلافة، وكان من قضاة بني تميم في خلافة علي بن أبي طالب، ولما قتل علي بن أبي طالب نعاه بقوله: «رضوان الله عليك يا أميرالمؤمنين، فوالله لقد كانت حياتك مفتاح الخير، ولو أنّ النّاس قبلوك لأكلوا من فوقهم ومن تحت أرجلهم، لكنّهم غمضوا النعمة، آثروا الدّنيا».وفي خلافة معاوية بن أبي سفيان زوج القعقاع ابنته عميرة زياد بن أبيه فأنجبت له عمر بن زياد.

## نسبه
- هو: القَعْقَاع بن مَعْبَد بن زُرَارة بن عُدَس بن زَيْد بن عبد اللّه بن دارم بن مالك بن حنظلة بن مالك بن زيد مناة بن تميم. التَّميميّ الدارمي.
- أبوه: معبد بن زرارة رأس بني دارم في زمانه،[9] وأُسَرتْه بنو عامر يومَ رحرحان سنة عام 569م، ومات في أيديهم.[10] وولد القعقاع عام مقتل أبيه.
- أمه : معاذة بنت ضرار بن عمرو بن مالك بن زيد بن كعب بن بجالة بن ذهل بن مالك بن بكر بن سعد بن ضبة بن إد بن طابخة بن إلياس بن مضر.
- جده لأمه: ضرار بن عمرو سيد بني ضبَّة في الجاهلية. شهد يوم (القرنتين) ومعه ثمانية عشر، من أبنائه. وهم الذين حموه من أبو براء العامري في ذلك اليوم. ومات قبل الإسلام بقليل.
- خاله: الحصين بن ضرار بن عمرو (60 ق هـ - 36 هـ/ 563 - 656م) من سادات ضبّة، عاش زمنا في الجاهلية. أدرك الإسلام، وحضر معركة الجمل وقد قارب المئة عاماً، فكان مع السيدة عائشة وقتل بين يديها هو وابنه حنظلة، فكانت تقول: «ما زال رأس الجمل معتدلا حتى فقدت صوت الحصين ابن ضرار». وقد سمى القعقاع ابنه الحصين على خاله.
- عمه: حاجب بن زرارة، من فرسان العرب في الجاهلية، له أخبار مع كسرى الثاني. ولم يدرك القعقاع أبيه فكان يتمثل بعمه ويقلده.
- ابن عمه: عطارد بن حاجب: صحابي، من كبار تميم. وفد على النبي محمد، واستعمله على صدقات بني دارم من تميم.

## بنوه
أبناءه:
- الحصين بن القعقاع (نحو 25 ق هـ - 20 هـ) : أكبر أبناء القعقاع وبه يكنى، وأمه ليلى بنت حاجب بن زرارة. جاهلي مخضرم، وشهد حروب تحرير العراق وقتل في معركة القادسية في رواية ابن الكلبي،[3] وفي مزاعم المدائني عن أبو مخنف أنه قتل في معركة البويب،[4] أما سيف بن عمر فأورد له أخبار بعد فتح المدائن وأنه ممن أمده عمر بن الخطاب في تمصير البصرة،[5] ورواية سيف حجة حيث ثبت أن الحصين عاش لما بعد القادسية.[11]
- ضرار بن القعقاع (20 ق هـ - 72 هـ): صحابي، وأمه عميرة بنت عطارد بن حاجب بن زرارة. حضر ضرار يوم الوقيط بين ربيعة وتميم،[12] فطُعن وأُسر ثم جزت ناصيته وخلى سبيله، وعيّر الشعراء بني دارم في أسر جرير،[13]وكان يوم الوقيط في سنة 5 هـ.[14] وفد ضرار مع أبيه على النبي محمد.[15] وفي خلافة بني أمية زوج ضرار ابنته الغراء بمسلم بن عمرو الباهلي فأنجبته ضرار بن مسلم الأخ الأصغر لقتيبة بن مسلم الباهلي. ثم زوج الغراء مقاتل بن مسمع والي سجستان،[16] فلما قتل مقاتل سنة 72 هـ تزوجت عباد بن الحصين الحبطي وكان يريدها من قبل، وقتل عباد أيضا سنة 83 هـ.[17]عمر ضرار طويلاً، وتوفي في ولاية مصعب بن الزبير.[18][19]
- عوف بن القعقاع: (15 ق هـ - 80 هـ): صحابي، أدرك أواخر الجاهلية، وحضر يوم الوقيط وفر من الأسر تاركاً أخوته في يد ربيعة.[20] وفد عوف مع أبيه وأخيه ضرار على النبي محمد.[21] وكان عوف عظيم النخوة قاسي النفس، وقتل بنوه قيس بن عوف والقباع بن عوف في ولاية زياد بن أبيه للعراق.[22] أما ابنه هلال بن عوف بن القعقاع كان من العباد النساك وله عقب بالبصرة، وابنته أسماء بنت عوف تزوجها الهذلق بن ربيعة بن عتيبة اليربوعي من وجوه تميم، وهي التي أعلمت غالب بن صعصعة بما يدبره بنو يربوع ضده، فعقها الهذلق ثم كتب في سبلتها، وسميت الخرماء لما شق أحد جانبي منخارها. وتوفي عوف في ولاية الحجاج الثقفي بعد أخيه شهاب.
- نعيم بن القعقاع (12 ق هـ - 73 هـ): أدرك أواخر الجاهلية، وعاش في الإسلام إلى أيام عبدالملك بن مروان، وليس له صحبة. حضر نعيما يوم الوقيط بين ربيعة وتميم وهو يافع،[23] فأُسر مع أخوته ثم خلى سبيله.[20] وهو أحد لطام المنذر بن الزبير فسجنه عبيد الله بن زياد، ثم ضربه بالسياط وقيل قطع يديه.[24] وكان نعيم يذم بشر بن مروان وينسبه إِلَى الفسق، ويمدح عبد الله بن الزبير ويدعو إِلَى طاعته سرا، فقتله بشرا سنة 73 هـ.[25] ومن ولده: الهلقام بن نعيم ممن شهد ثورة ابن الأشعث فأسره الحجاج يوم وقعة دير الجماجم وقتله سنة 83 هـ.[26]
- شهاب بن القعقاع (توفي نحو 76 هـ): عاش في الإسلام إلى أيام عبدالملك بن مروان، وهو من نبلاء أصحاب الحجاج بن يوسف، وتوفي في ولاية الحجاج عندما سقط حائط عليه، ونعاه أخيه عوف بن القعقاع.[27]
- المجشر بْن القعقاع: تابعي، وأمه عميرة بنت عطارد بن حاجب بن زرارة. وكان من العباد النساك، وله عقب ابن يقال له سليمان.
- الأهتم بن القعقاع: تابعي، له عقب في بادية البصرة.
- معبد بن القعقاع: تابعي، ومن عقبه أُنيف بن معبد بن القعقاع.

بناته:
- خولة بنت القعقاع: زوجة أحد العشرة المبشرون بالجنة طلحة بن عبيد الله، وهي أم ولده موسى بن طلحة وعائشة بنت طلحة وإسحاق ومريم.[28] فلما قتل طلحة في معركة الجمل، زوجها القعقاع أبو جهم بن حذيفة فأنجبت له محمد، وقتل ابنها يوم الحرة سنة 63 هـ وهو ابن نيف وعشرين.[29]
- عميرة بنت القعقاع: زوجة والي العراق زياد بن أبيه، وهي أم ولده عمر بن زياد.[30]

## في الجاهلية
قَالُوا: وكان القعقاع بْن معبد بْن زرارة يكنى أَبَا الحصين، وكان يأخذ المرباع ونُفِّر القعقاع على خَالِد بْن مالك النهشلي، نفَّره عليه ربيعه بْن جدار الأسدي وكانا تنافرا إليه. ومات وهو ابن مائة وعشرين سنة وفيه يقول المسيب بن علس الضبعي:

## في الإسلام
وفد على النبي ﷺ في وفد تميم هو والأقرع ابن حابس وغيرهما، فقال أَبو بكر للنبي ﷺ «أَمِّر الْأَقْرَعَ»، وقال عمر: «أَمِّر القعقاع»، فقال أَبو بكر: «ما أَردت إِلا خلافي!»، فتماريا حتى ارتفعت أَصواتهما، فنزلت: ﴿يَا أَيُّهَا الَّذِينَ آمَنُوا لَا تَرْفَعُوا أَصْوَاتَكُمْ فَوْقَ صَوْتِ النَّبِيِّ وَلَا تَجْهَرُوا لَهُ بِالْقَوْلِ كَجَهْرِ بَعْضِكُمْ لِبَعْضٍ أَنْ تَحْبَطَ أَعْمَالُكُمْ وَأَنْتُمْ لَا تَشْعُرُونَ ۝٢﴾ [الحجرات:2].